# Ciudad Azteca (estación)
Ciudad Azteca es una de las estaciones que forman parte del Metro de la Ciudad de México, es la terminal norte de la Línea B. Se ubica al oriente del Estado de México, en el municipio de Ecatepec de Morelos.

## Información general
La estación recibe su nombre de la colonia Ciudad Azteca. Su Símbolo es el ícono azteca de Tenochtitlán. Desde su inauguración, la estación careció de un CETRAM, aunque sí se contaba con los terrenos al oriente de la estación. Fue recién en 2006 cuando comenzaron las obras para la edificación de la Terminal Multimodal Azteca Bicentenario, confiriéndole nuevos servicios aparte del propio CETRAM. El paradero se divide en dos, uno al oriente, que cuenta con una plaza comercial (la cual tiene salidas para transporte público como Mexibús) y el otro al poniente, que cuenta con cine.
En 2014, Ciudad Azteca se convirtió en la 12° estación con mayor afluencia en la red, al registrar 260,268 pasajeros en promedio en día laborable.

## Afluencia
En 2021, Ciudad Azteca se convirtió en la 12° estación más utilizada de la red, al registrar una afluencia de 30,007 pasajeros que utilizaron esta estación a diario.
Así se ha visto la afluencia de la estación en los últimos 10 años:
| Afluencia Anual de Pasajeros | Afluencia Anual de Pasajeros | Afluencia Anual de Pasajeros | Afluencia Anual de Pasajeros | Afluencia Anual de Pasajeros | Afluencia Anual de Pasajeros |
| ---------------------------- | ---------------------------- | ---------------------------- | ---------------------------- | ---------------------------- | ---------------------------- |
| Año                          | Afluencia                    | A Diario                     | Ranking                      | Incremento                   | Ref.                         |
| 2023                         | 13,502,086                   | 36,992                       | 12°/195                      | -4.69%                       | [ 4 ]                        |
| 2022                         | 14,166,172                   | 38,811                       | 11°/195                      | +29.34%                      | [ 4 ]                        |
| 2021                         | 10,952,831                   | 30,007                       | 12°/195                      | -10.98%                      | [ 3 ]                        |
| 2020                         | 12,303,341                   | 33,615                       | 11°/195                      | -42.54%                      | [ 5 ]                        |
| 2019                         | 21,410,326                   | 58,658                       | 12°/195                      | +0.31%                       | [ 6 ]                        |
| 2018                         | 21,343,822                   | 58,476                       | 12°/195                      | +2.31%                       | [ 7 ]                        |
| 2017                         | 20,861,402                   | 57,154                       | 12°/195                      | -7.59%                       | [ 8 ]                        |
| 2016                         | 22,574,939                   | 61,680                       | 11°/195                      | -2.98%                       | [ 9 ]                        |
| 2015                         | 23,268,879                   | 63,750                       | 11°/195                      | +2.53%                       | [ 10 ]                       |
| 2014                         | 22,693,910                   | 62,175                       | 11°/195                      | -5.44%                       | [ 11 ]                       |

## Esquema de estación
| Nivel de calle | CETRAM y acceso a la estación |

| Mezzanine | Taquillas y acceso al andén |

| Andén                  |                      |
| Terminal Ciudad Azteca | → hacia Plaza Aragón |
| Solución Barcelona     |                      |
| Terminal Ciudad Azteca | → hacia Plaza Aragón |
| Solución Barcelona     |                      |
| Terminal Ciudad Azteca | → hacia Plaza Aragón |

## Salidas de la estación
- Norte: Avenida Central y Boulevard de los Aztecas, Colonia Ciudad Azteca.
- Nororiente: Avenida Central y Calle Sacerdotes, Colonia Ciudad Azteca.
- Sur: Avenida Central y Andador de los Padres, Colonia Ciudad Azteca.
- Suroriente: Avenida Central y Avenida Cegor, Colonia Ciudad Azteca.